# Mwepu Ilunga
Joseph Mwepu Ilunga (22 augustus 1949 – Kinshasa, 8 mei 2015) was een voetballer uit Zaïre (nu Congo-Kinshasa). Zijn naam wordt ook geschreven als Alunga Mwepu.

## Club carrière
Ilunga speelde voor TP Mazembe, een club in zijn geboorteland Zaïre, waarmee hij de Afrikaanse beker der kampioenen 1967 en 1968 won.

## Internationale carrière
Ilunga kwam uit voor het nationale elftal van Zaïre tijdens het WK 1974. Waar hij bekend werd door tijdens de wedstrijd tegen Brazilië bij een vrije trap uit het muurtje te rennen en de bal weg te schieten, voordat de bal in het spel was gebracht. Hij kreeg hiervoor de gele kaart en leek verbaasd. Ilunga vertelde later echter dat hij wel degelijk op de hoogte was van de regels en dat het doel van zijn actie was om een rode kaart te krijgen. Dit als protest tegen de autoriteiten van Zaïre, die dreigden de spelers niet te betalen. Zaïre verloor de wedstrijd tegen Brazilië uiteindelijk met 3-0. Ook de eerdere groepswedstrijden tegen Schotland en Joegoslavië gingen met respectievelijk 2-0 en 9-0 verloren.

## Overlijden
Ilunga overleed in mei 2015 na een langdurige ziekte in het Saint-Joseph de Limete ziekenhuis in Kinshasa.
1. ↑  Zaïre's World Cup squad 1974 - Planet World Cup
2. ↑  Top 50 football moments. Gearchiveerd op 11 december 2006. Geraadpleegd op 12 maart 2008.  (Accessed 10 juni 2006)
3. ↑  Zaïre free-kick farce explained. Geraadpleegd op 20 april 2018.
4. ↑  "Former Zaire defender Mwepu Ilunga dies aged 66 after long illness", The Guardian. Geraadpleegd op 9 mei 2015.
5. ↑  Foot: l’ancien Léopard Joseph Ilunga Mwepu décédé à l’âge de 66 ans - Radio Okapi (fr)